# 고즈촌 (오이타현)
고즈촌(上津村)은 오이타현 시모게군에 설치되었던 촌이다. 현재의 나카쓰시에 해당한다.